# Ikenna Ibe-Akobi
Ikenna Ibe-Akobi (* 30. Dezember 2001) ist ein bolivianischer Sprinter, der sich auf den 400-Meter-Lauf spezialisiert hat.

## Sportliche Laufbahn
Erste Erfahrungen bei internationalen Meisterschaften sammelte Ikenna Ibe-Akobi im Jahr 2024, als er bei den Hallensüdamerikameisterschaften in Cochabamba mit der bolivianischen 4-mal-400-Meter-Staffel in 3:17,87 min gemeinsam mit Mateo Bustamante, Marcelo Pérez und Nery Peñaloza die Silbermedaille hinter dem venezolanischen Team gewann. Im Jahr darauf schied er bei den Hallensüdamerikameisterschaften ebendort mit 49,30 s im Vorlauf über 400 Meter aus und gewann mit der Staffel in 3:20,71 min erneut die Silbermedaille hinter dem venezolanischen Team.
2024 wurde Ibe-Akobi bolivianischer Meister im 400-Meter-Lauf im Freien sowie 2025 in der Halle.

## Persönliche Bestzeiten
- 400 Meter: 47,75 s, 8. Juni 2024 in Cochabamba
  - 400 Meter (Halle): 48,55 s, 8. Februar 2025 in Cochabamba